# Route nationale 200
Cet article court présente un sujet plus développé dans : Route territoriale 50.
Pour les articles homonymes, voir Route nationale 200 (homonymie).
La route nationale 200 ou RN 200 était une route nationale française reliant Corte à Aléria. Elle a été classée par décret du 16 juin 1856. En 2014, elle est devenue route territoriale 50 entre Corte et Aléria et route territoriale 501 entre Aléria et la plage de Padulone.